# جبله (جغتای)
جبله، روستایی است از توابع بخش مرکزی شهرستان جغتای استان خراسان رضوی ایران. جبله روستایی در دامنه کوه هست.
این روستا لحجه و غذاهای سنتی مخصوص به خود را دارد و روستایی بسیار کوچک است.
اسماعیل ابویسانی